# Fiú 4 × 100 méteres vegyesúszás a 2010. évi nyári ifjúsági olimpiai játékokon
A 2010. évi nyári ifjúsági olimpiai játékokon az úszás fiú 4 × 100 méteres vegyesúszás váltó versenyszámát augusztus 18-án rendezték meg a Singapore Sports Schoolban.

## Csapatok
| Csapat                  | Versenyzők                                                              |
| ----------------------- | ----------------------------------------------------------------------- |
| Ausztrália              | Max Ackermann Nicholas Schafer Kenneth To Justin James                  |
| Brazília                | Victor Rodrigues Pedro Costa Pedro de Souza Vinicius Borges             |
| Dél-afrikai Köztársaság | Murray McDougall Dylan Bosch Chad le Clos Pierre Keune                  |
| Egyesült Államok        | Steve Schmuhl Austin Ringquist Erich Peske Thomas Stephens              |
| Franciaország           | Ganesh Pedurand Thomas Rabeisen Jordan Coelho Medhy Metella             |
| Japán                   | Yusuke Yamagishi Tatsunari Shoda Jun Isaji Takahiro Tsutsumi            |
| Kanada                  | Jeremy Bagshaw Chad Bobrosky Thomas Jobin Kyle McIntee                  |
| Kína                    | He Jianbin Wang Ximing Sun Bowei Taj Csün (Dai Jun)                     |
| Magyarország            | Bernek Péter Szána Zsombor Gyula Biczó Bence Zámbó Balázs               |
| Németország             | Christian Diener Christian vom Lehn Melvin Herrmann Kevin Leithold      |
| Olaszország             | Simone Geni Flavio Bizzarri Tommaso Romani Alessio Torlai               |
| Oroszország             | Alexey Atsapkin Anton Lobanov Ilya Lemaev Andrey Ushakov                |
| Szingapúr               | Rainer Kai Wee Ng Sheng Jun Pang Yong En Clement Lim Arren Xin Hui Quek |

## Előfutamok

### 1. Futam
| H  | P | Nemzet                  | Idő     | Mj |
| -- | - | ----------------------- | ------- | -- |
| 1. | 4 | Franciaország           | 3:47.30 | Q  |
| 2. | 3 | Kína                    | 3:48.49 | Q  |
| 3. | 7 | Dél-afrikai Köztársaság | 3:48.89 | Q  |
| 4. | 6 | Magyarország            | 3:49.19 | Q  |
| 5. | 2 | Japán                   | 3:52.55 |    |
| 6. | 5 | Kanada                  | 3:58.65 |    |

### 2. Futam
| H  | P | Nemzet           | Idő     | Mj  |
| -- | - | ---------------- | ------- | --- |
| 1. | 4 | Ausztrália       | 3:45.05 | Q   |
| 2. | 6 | Németország      | 3:45.70 | Q   |
| 3. | 7 | Oroszország      | 3:46.48 | Q   |
| 4. | 2 | Olaszország      | 3:49.80 | Q   |
| 5. | 5 | Szingapúr        | 3:52.89 |     |
| 6. | 1 | Egyesült Államok | 3:52.98 |     |
|    | 3 | Brazília         |         | DNS |

## Döntő
| H     | P | Nemzet                  | Idő     | Mj |
| ----- | - | ----------------------- | ------- | -- |
| Arany | 4 | Ausztrália              | 3:42.50 |    |
| Ezüst | 6 | Franciaország           | 3:43.84 |    |
| Bronz | 5 | Németország             | 3:44.22 |    |
| 4.    | 2 | Kína                    | 3:44.51 |    |
| 5.    | 3 | Oroszország             | 3:44.65 |    |
| 6.    | 7 | Dél-afrikai Köztársaság | 3:45.80 |    |
| 7.    | 1 | Magyarország            | 3:47.27 |    |
| 8.    | 8 | Olaszország             | 3:48.45 |    |

## Fordítás
Ez a szócikk részben vagy egészben  az   Olímpicos de Verão da Juventude de 2010 - 4x100 m medley masculino című portugál Wikipédia-szócikk fordításán alapul.  Az eredeti cikk szerkesztőit annak laptörténete sorolja fel. Ez a jelzés csupán a megfogalmazás eredetét és a szerzői jogokat jelzi, nem szolgál a cikkben szereplő információk forrásmegjelöléseként.